# Округ Мари (Минесота)
Мари (енгл. Murray County) је округ у америчкој савезној држави Минесота.

## Демографија
По попису из 2010. године број становника је 8.725, што је 440 (-4,8%) становника мање него 2000. године.
| Група             | 2000.         | 2010.         |
| Белци             | 8.930 (97,4%) | 8.326 (95,4%) |
| Афроамериканци    | 9 (0,1%)      | 25 (0,3%)     |
| Азијати           | 19 (0,2%)     | 78 (0,9%)     |
| Хиспаноамериканци | 135 (1,5%)    | 242 (2,8%)    |
| Укупно            | 9.165         | 8.725         |